# クリスティアン・ヒュルスマイヤー

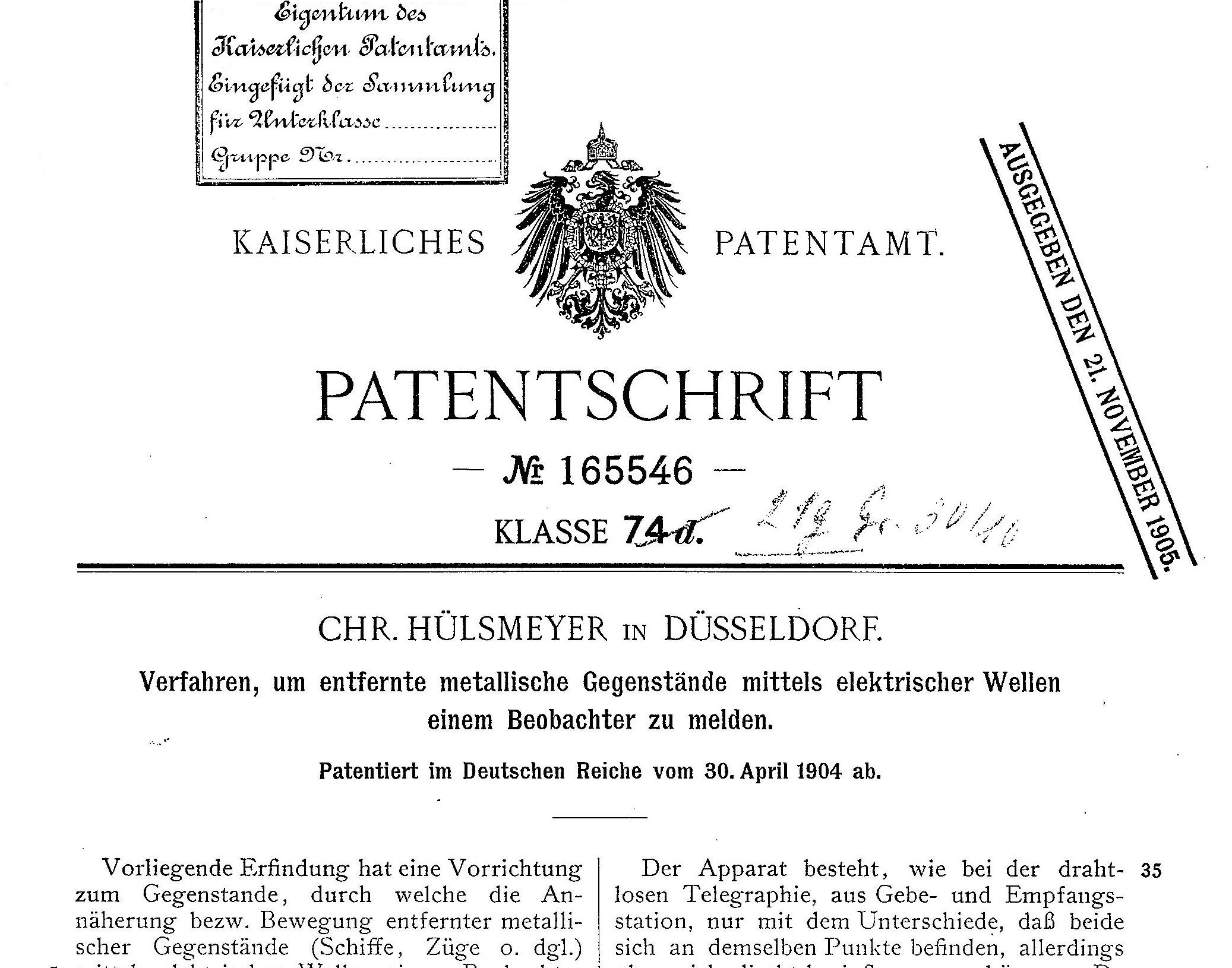
テレモビロスコープの特許証（DE 165546）

クリスティアン・ヒュルスマイヤー（独: Christian Hülsmeyer、1881年12月25日 - 1957年1月31日）は、ドイツの科学者で発明家、起業家。
近代レーダー技術の創始者である。

## 生いたち
ヒュルスマイヤーは、ドイツ・現ニーダーザクセン州の村アイデルシュテットでヨハン・ハインリッヒ・エルンスト・ヒュルスマイヤーとエリザベート・ウィルヘルミン・ブレニングの間に5人兄弟の末っ子として生まれた。村の学校に通い、教師に才能を認められ、1896年からブレーメンの教員養成所で学ぶことになった。

## 電磁波の反射実験
ヒュルスマイヤーは物理学に興味を持ち、特にハインリヒ・ヘルツの電磁波の研究に興味を持った。ブレーメンの教員養成所の物理室でヘルツの反射鏡の実験をしているときに、レーダー技術の発展にとって画期的なアイデアを思いついた。送信機から発した電磁波が金属表面で反射して戻ってくることを利用して、遠くの金属物体（彼は特に船に興味を持っていた）の探知が可能であることを発見した。彼は、電磁波が金属表面で反射することを実験し、さらに理論を発展させた。彼は、電磁波を送受信して、船や列車の位置を知ることができるシステムを作ることを計画した。
1899年に学校を中退し、ブレーメンのジーメンス・シュッケルト社で見習いとして働きはじめた。そこで、装置のコンセプトがどのように実用化されるかを学び、彼の発明家としての資質を高めていった。

## テレモビロスコープの開発、特許取得（1902年～）
1902年4月、シーメンス社を退職し、デュッセルドルフに住む兄のヴィルヘルムのもとで、電気・光学製品のアイデアを追求する。兄は当初、彼に資金を提供して店を設立し、そこで多くのアイデアをすぐに実用品にした。その中には、音を電送する装置（テレフォノグラム）、トラックを移動式の多面看板にする電気光学システム、爆発物を遠隔操作で点火する無線装置などが含まれていた。1903年11月21日に、これらの発明やその他の発明について、いくつかの特許を申請し、資金提供者を募集した。1904年3月、ケルンの皮革商人で金融業者のハインリッヒ・マンハイムが、将来この装置から得られる利益の20パーセントを得るために2,000マルクを出資した。1904年5月5日、5,000ライヒスマルクを創業資金として「テレモビロスコープ・ゲゼルシャフト・ヒュルスマイヤー＆マンハイム社」が設立され、1904年7月7日にケルンで正式に登記された。
これらの資金で、遠くの動くものを検出する装置を作ることができた。この発明を「テレモビロスコープ」と名付け、多くの国で特許を申請した。最初の出願は却下されたが、1904年4月30日付の再提出が認められ、特許公開DE 165546号となった。表題は、「電磁波を用いて遠くの金属物体を観察者に報告する方法。本発明は、遠くの金属物体（船舶、列車など）の接近または移動を、可聴または可視信号による電磁波によって観察者に知らせる装置に関する...」とある。1904年11月11日、距離測定のための加算特許を申請。1906年4月2日に別特許（DE 169154）として付与された。原理的には、2つの垂直方向の測定値を使用し、三角法でおおよその距離を計算することが記載されている。彼はこの発明をヨーロッパのいくつかの国（1904年6月10日、イギリスでは13,170号）とアメリカで特許を取得した。
このシステムに関する記事がイギリスの技術雑誌に掲載された。

## 装置の披露・実演
テレモビロスコープは、主にダイポールアンテナの配列に接続されたスパークギャップ送信機と、360度回転可能な円筒形パラボラアンテナを備えたコヒーラー受信機である。送信信号は広い範囲をカバーするが、受信アンテナは狭い範囲に集中している。反射信号が受信機に到達するとリレーが作動し、その結果、電気ベルを鳴らすことができた。
特許の基本的な内容は次の通りである。ヘルツ波の投射と受信装置で、その波の投射線上に船や列車などの金属体が存在することを表示したり警告したりするのに適している。
このシステムには、受信アンテナの照準方向をコンパスのような指標と同期させる機構や、偽信号を除去する手段も含まれていた。テレモビロスコープは直接距離を示すことはできなかったが、1906年4月2日の別の特許（DE 169154）に2つの垂直測定と三角法を用いておおよその距離を計算する方法が示されている。特許のコピーを含むテレモビロスコープシステムの比較的詳細な説明は、アーサー・バウアーの論文に記載されている。
1904年5月17日、ケルンのドムホテルの中庭で、テレモビロスコープの最初の公開デモンストレーションが行われた。中庭の金属製の門がターゲットで、電磁波の経路にカーテンを置いてターゲットが見えない状態でも装置が作動することが示された。このデモンストレーションは新聞で大きく報道され、ある新聞では詳細な説明がなされている。
1904年5月18日、ケルンのドーム橋（通称マウゼファレ）の下で、好奇心旺盛な観衆に自分の発明を披露した。海岸に装置を設置し、最大で3キロメートルもの電磁波を水面方向に放った。船が近づいてきて、その電波を反射すると、受信機で鐘が鳴って確認でき、コンパスという装置を使って、全方向モニターのように船が来る方向を示すことができた。

1904年6月、オランダのスヘフェニンゲンで、この地域の主要な海運会社が参加する会議が開かれ、船の安全性が大きな議題となった。ドムホテルでのデモンストレーションを知ったホーランド・アメリカライン（Holland-Amerika Lijn、HAL）の代表は、テレモビロスコープ・ゲゼルシャフトに、会議の中で装置のデモンストレーションを行うように要請した。このデモンストレーションは、6月9日、ロッテルダム港をテンダー船コロンバス号で見学する際に行われた。会議の議事録（ロッテルダム市立文書館所蔵のHALアーカイブス）には、このデモンストレーションについて次のような記述がある。
コロンバス号の船上での試みは、非常に限られた規模、未完成の装置ではあったが、発明者の原理が正しいことを証明した。ある距離の船舶が通過するたびに、この装置はすぐに作動した。 新聞各紙は、このデモンストレーションの記事を掲載し、この新しい海上安全の発明を賞賛した。そのうちの1つは、記事の最後に次のように書いている。「水中でも水上でも、金属は波を反射するので、この発明は将来の戦争に役立つかもしれない」。
新聞各紙は、このデモンストレーションの記事を掲載し、いずれも新しい海上安全の発明を賞賛している。そのうちの1つは、記事の最後に次のように書いている。「水上でも水中でも金属製の物体は波を反射するので、この発明は将来の戦争にとって重要な意味を持つかもしれない」。
ヒュルスマイヤーはシステムの性能を向上させ、最大10,000メートルの距離を探知するまでになった。しかし、1904年秋、オランダで行われた補完的なデモンストレーションで、テレモビロスコープは期待通りの性能を発揮しなかったと言われている。そのため、テレモビロスコープを船の衝突を避けるための安全装置として売り込むという希望は叶わなかった。衝突事故が頻発していたにもかかわらず、造船業界、新興のラジオ業界、船会社、海軍のいずれもが、彼の発明に興味を示さなかった。ドイツ帝国海軍の言い分は、汽笛は「テレモビロスコープ」で探知できる船舶よりも遠くまで聞こえるというものであった。

1904年秋にオランダのフック社の近くで別の実演が行われた。1905年6月にロンドンで第2回目の海運会社会議が開催され、会議議事録には次のような内容が記載されている。
「テレモビロスコープ」。オランダのフック社で行われた新しい試みは失敗に終わっていた。また、代表者の一人は、この装置の原理が誤りであることが証明されたので、おそらくこれ以上この装置について聞くことはないだろうと報告した。
この議事録がヨーロッパの海運界に流通したことで、テレモビロスコープの製品としての可能性は消滅した。失敗の原因については多くの説があるが、主に機器設計の不備やマルコーニ無線電信会社（マルコーニカンパニー）との競合が挙げられている。テレモビロスコープの設計は、1890年代後半の無線技術を使っており、周波数選択のための同調回路は含まれていなかった。1904年になると、船舶や陸上局には多くの無線機が搭載され、同調機能がないため混信が避けられずテレモビロスコープの動作に支障をきたすようになった。競争に関しては、マルコーニ無線電信会社がヨーロッパを支配し、基本的にすべての船会社とマルコーニ機器以外の使用を禁止する契約を結んでいた。
テレモビロスコープの開発とそのデモンストレーションにより、「テレモビロスコープ・ゲゼルシャフト・ヒュルスマイヤー＆マンハイム社」の当初の資金は枯渇していた。1904年8月12日、このシステムの権利はハノーファーの商社「Z.H.Gumpel daselbst」に売却された。ハインリッヒ・マンハイムが署名した売買契約書には、ヒュルスマイヤーに今後の研究費として最大5,000マルク、今後の販売による純益の45パーセントが与えられると記されている。そして、マンハイムとの以前の契約は廃止され、ヒュルスマイヤーが発明の有用性を証明した後、グンペル社は発明の商業化のためのコンソーシアムを設立することになると記されている。また、グンペルがテレモビロスコープの権利を売却する場合、その売却価格は100万マルクを超えなければならないとも書かれていた。新しく設立されたテレフンケン社も1905年8月21日に、この特許の使用は不可能であると発表した。
開発、特許、マーケティングに合計25,000ライヒスマルクを費やしたが、結局、何も得ることはできなかった。

## 事業転換（1906年～1953年）
1904年、ヒュルスマイヤーは、テレモビロスコープに没頭する傍ら、金属棒や管の直径を小さくする機械の特許（DE180009）を申請し、1906年には白熱灯の製造装置を供給する会社を設立した。
1905年10月11日、ヒュルスマイヤーは、テレモビロスコープの販売活動を終了し、パートナーのハインリッヒ・マンハイムとともに経営していた「テレモビロスコープ・ゲゼルシャフト・ヒュルスマイヤー＆マンハイム社」をケルン王立裁判所の会社登記簿から抹消させた。
1907年には、デュッセルドルフに「ボイラーと装置建設会社」（Kessel-und Apparatebau Christian Hülsmeyer）を設立し、1910年にはデュッセルドルフ・フリンゲルンに工場用地を購入した。この会社は長年にわたり、蒸気や水の装置、高圧計、防錆フィルター（商品名「ロステックス」）などを製造した。会社は、1923年のインフレや戦争中に小さなスランプがあったものの、1953年まで全体的に満足のいく経営ができた。戦時中は病気のため、召集されることはなかった。ヒュルスマイヤーは、生涯で180もの発明をし、特許を取得した。これらの発明と様々な事業が、最終的に彼に経済的成功をもたらした。
家庭的には、1910年にブレーメン出身のルイーゼ・ペーターゼンと結婚し、1911年から1924年の間に6人の子供をもうけた。

## 死後の顕彰
1904年、まだその開発の機は熟していなかったが、後にレーダーに例えられるテレモビロスコープが開発された。このアプローチは、1920年代から1930年代にかけて、ルドルフ・キュンホルト、ハンス・エーリッヒ・ホルマン、ロバート・ワトソン＝ワットなどの努力によって広く使われるようになった。特に、無線周波の占有率が高まる中で、増幅用真空管、周波数選択回路用部品、より指向性の大きいアンテナなどが、その実現に貢献した。
レーダーの重要性が明確になった第二次世界大戦後、ドイツの人々もその先駆的な発明を再び思い出すようになった。1948年、ヴィルヘルムスハーフェンの歴史家フランツ・マリア・フェルドハウスは、彼のノートに1904年のテレモビロスコープに関する記載があることに気づき、1948年11月10日の「Rheinische Post」の記事の中で、クリスティアン・ヒュルスマイヤーとレーダーの発明を結びつけた。これをきっかけに、ウィンストン・チャーチルがレーダー発明の功績でロバート・ワトソン＝ワットに貴族の称号を与えようとしたとの話が政府高官まで持ち上がった。1953年、フランクフルトで開催されたレーダー会議にロバート・ワトソン＝ワットとクリスチャン・ヒュルスマイヤーがゲストとして参加し、この場でロバート・ワトソン＝ワットが少なくともレーダーの唯一の創設者ではないとの公式見解が示された。
1957年、クリスチャン・ヒュルスマイヤーはアールヴァイラーで死去、デュッセルドルフの北墓地に葬られた。
1958年以来、彼の「テレモビロスコープ」の一部は、ミュンヘンのドイツ博物館の船舶部門に展示されている。また、1990年からはブレーマーハーフェンのドイツ海事博物館に彼のコヒーラ検波器の1つが展示されている。
2019年10月19日、ケルンでのテレモビロスコープの実演から115年、電気電子学会はケルンのライン河畔でクリスチャン・ヒュルスマイヤーを称え、ドイツ語と英語の2つの記念プレートが贈られた。ヒュルスマイヤーの子孫や、初代ドイツ首相コンラート・アデナウアー（1956年にヒュルスマイヤーを表彰したことがある）の孫のコンラート・アデナウアー (孫)などが来賓として出席した。IEEEは、ドイツ語および英語による2つのプレートを、ケルンのライン川岸に設置して、ヒュルスマイヤーをたたえた。

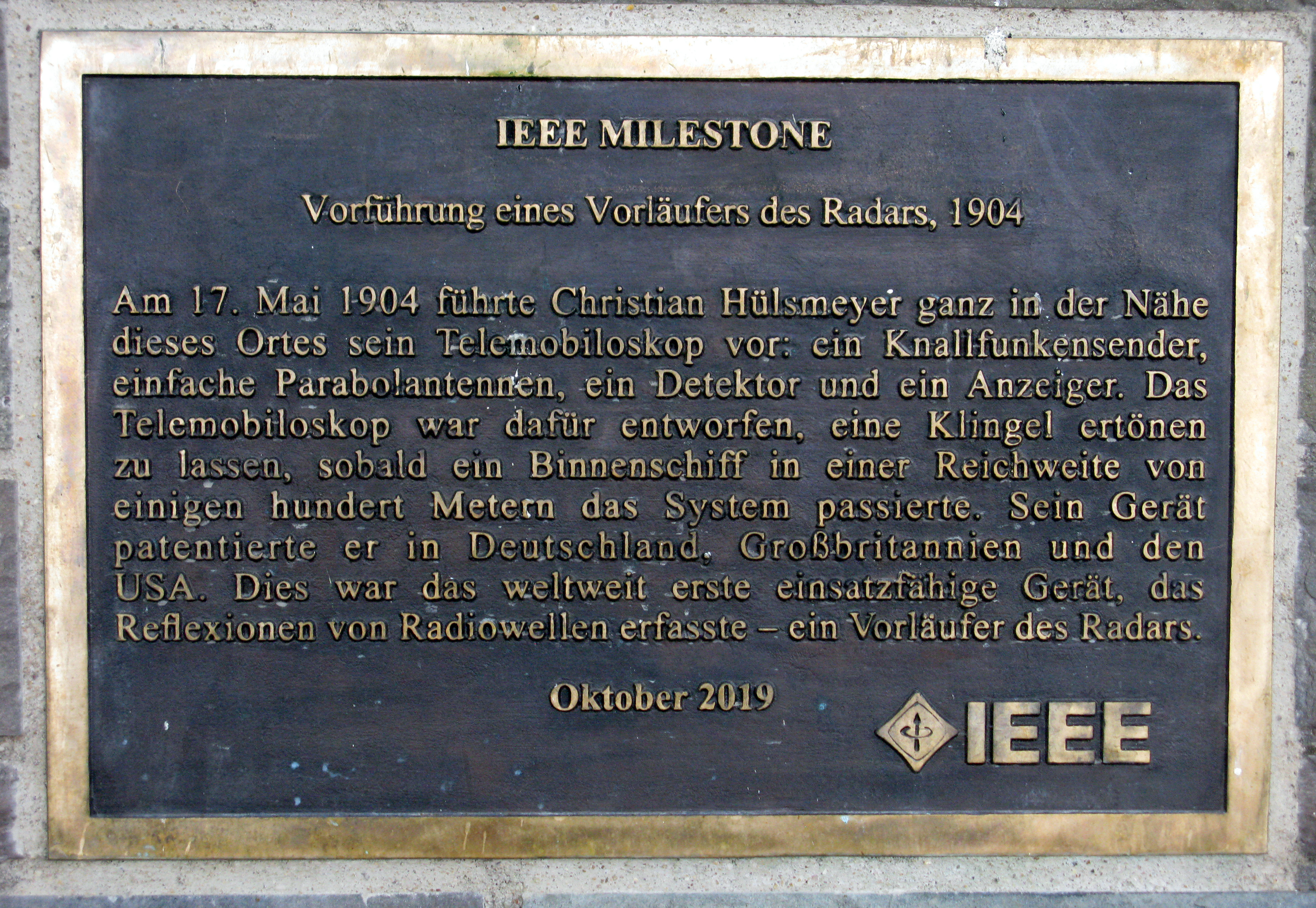
ケルンのライン河畔にIEEEが設置したヒュルスマイヤー顕彰するプレート

## 受賞・栄典
- バルンストルフ、クックスハーフェン、ダルムシュタット、デュッセルドルフ、アイデルシュテットなどでは、いくつかの通りや学校、小道に彼の名前がつけられている。